# Dulovce
Dulovce (in ungherese Újgyalla) è un comune della Slovacchia facente parte del distretto di Komárno, nella regione di Nitra.